# لوچیا مودونیو
لوچیا مودونیو (ایتالیایی: Lucia Modugno؛ زادهٔ ۹ ژوئیه ۱۹۳۲) بازیگر، نویسنده، کارگردان نمایش و طراح میزانسن اهل ایتالیا است.

## گزیدهٔ نقش‌آفرینی‌ها

### سینما
- بهترین سال‌ها (۲۰۲۰)
- چه روز زیبایی (۲۰۱۱)
- داستان‌های غیراخلاقی از باکره‌های شهوانی (۱۹۷۳)
- شب‌های گناه‌آلود پیترو آرتینو (۱۹۷۲)
- ایزابلا، دوشس شیاطین (۱۹۶۹)
- برای عشق… برای افسون… (۱۹۶۷)
- عشق بدوی (۱۹۶۴)
- بیا درباره زن‌ها حرف بزنیم (۱۹۶۴)
- دختری که زیاد می‌دانست (۱۹۶۳)
- ماجراهای یک مرد جوان همینگوی (۱۹۶۲)
- باراباس (۱۹۶۱)
- ژنرال دلا روره (۱۹۵۹)

### تلویزیون
- خانه دلنشین، رم[۱][۲] (۲۰۲۲)
- گناه و شرم (۲۰۱۰)
- افسران پلیس (۲۰۰۸)